# Charlotte Staples Lewis

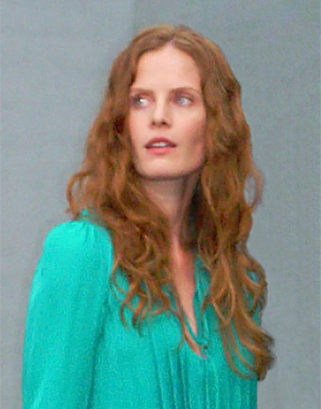
Charlotte Staples Lewis

Dr. Charlotte Staples Lewis este un personaj din serialul de televiziune Lost, interpretat de actrița Rebecca Mader. Charlotte a apărut prima oară în al doilea episod din Seria 4. Este de meserie antropolog și a venit pe insulă cu nava "Kahana".
Numele personajului a fost ales ca un tribut la adresa scriitorului britanic C. S. Lewis, cunoscut pentru seria de romane Cronicile din Narnia.